# Caproni Ca.142
Il Caproni Ca.142 era un trimotore multiruolo ad ala alta sviluppato dall'azienda italiana Aeronautica Caproni negli anni trenta e rimasto allo stadio di prototipo.
Evoluzione del Ca.133 e destinato sia al mercato dell'aviazione militare, come aereo da trasporto tattico e bombardiere medio, venne valutato senza successo dalla Regia Aeronautica.

## Storia

### Sviluppo
Dopo che la Caproni ebbe avviato la produzione del Ca.133, portato in volo per la prima volta nel 1934, valutò la possibilità di svilupparne una variante che integrasse delle migliorie tecnologiche che permettessero di migliorarne le prestazioni complessive.
Lo sviluppo del nuovo modello, designato Ca.142, si svolse nel corso del 1935 e riguardò alcune componenti tra le quali la più evidente era l'adozione di un nuovo carrello d'atterraggio con gli elementi anteriori retrattili in sostituzione di quello carenato fisso del suo predecessore. Il prototipo, realizzato negli stabilimenti di Taliedo, riuscì ad essere portato in volo nel novembre dello stesso anno tuttavia le prestazioni espresse dal modello non riuscirono a raggiungere i risultati sperati.
Proposto comunque alla valutazione della Regia Aeronautica venne trasferito a Guidonia nel settembre 1937 ma il risultato delle prove, durante le quali al velivolo venne assegnata la matricola militare MM.327, confermarono le prestazioni allineate al Ca.133 e che non giustificavano l'emissione di un ordine di fornitura del nuovo modello benché fosse stato acquisito dalla forza aerea italiana.

## Utilizzatori
Italia
- Regia Aeronautica

solo per prove di valutazione.